# ななしいんく
ななしいんくは、774 inc.が運営する日本のバーチャルYouTuber事務所。

## 概要
774 inc.に所属していた全グループ・タレントを統合し発足した。
バーチャルYouTuberとしての活動はYouTubeでの生配信によるものを中心としている。
現在制作中のプロジェクトとして「ななしいんくミュージック」「ななしいんくバラエティ」「ななしいんくゲーミング」の3つの視点に特化したコンテンツの企画を進行中とし、またこれからの目標としてグループの枠にとらわれないイベント・ライブ・バラエティ番組・ゲーム大会・グッズなど個々が輝ける機会を複数の視点から創造していくこととしている。

## 沿革
- 2023年
  - 3月21日 - ななしいんく発足[2]。
  - 4月11日 - 統合後初となる現地・オンラインライブ『太陽と月とエトワール 〜 Shiny Day / Secret Night』開催が発表[3]。
  - 4月12日 - 3名の新人メンバーのデビューが告知される[4]。
  - 4月17日 - 不磨わっとの引退が発表[5]。また4月29日に開催予定の周防パトラ Solo LIVE“kawaii holic shibuya”について、運営側の不備により本来目ざしていたクオリティに届かない旨発表[6]。
  - 4月18日 - 4月20日に予定されていた瀬島るい3D誕生日ライブについて周防パトラのソロイベントの問題を鑑み延期されることが発表[7]。これに伴い瀬島るいの一時的な活動休止も発表[8]。
  - 4月22日 - 天羽衣、いなうるう、日向ましゅの3名がデビュー。
  - 4月25日 - 不磨わっと卒業。
  - 5月3日 - 新環境3Dライブ『NANASHI Sing up vol.1-Sparkle-』開催。ななしいんくミュージックのテーマソング「Infinite Harmony」初公開。
  - 5月9日 - この日をもって周防パトラがななしいんくから卒業し、独立することが発表[9]。
  - 5月11日 - 瀬島るい活動再開[10]。
  - 5月27日 - 大浦るかこが5月29日をもってタレント活動を無期限休止し、今後は運営スタッフとして業務に携わっていくことが発表[11]。
  - 6月6日 - ななしいんく全体曲の2曲目となる「星空のエチュード」がリリース[12]。
  - 6月10日 - ライブ『太陽と月とエトワール 〜 Shiny Day』を東京都渋谷区のSpotify O-EASTにて開催。
  - 7月17日 - ライブ『太陽と月とエトワール 〜 Secret Night』を東京都新宿区のZepp SHINJUKUにて開催。
  - 7月30日 - ななしいんくの音楽レーベル「No-Name Records」の設立が発表[13]。
  - 8月1日-15日 - ななしいんく×アトレ秋葉原『「ななし夏祭り2023」ポップアップストア』開催。
  - 8月4日-20日 - ななしいんく×キュアメイドカフェ『「ななし夏祭り2023」カフェ』開催。
  - 8月11日 - 湖南みあの初めてのソロイベント「湖南みあ　バースデーファンミーティング」が秋葉原エンタスにて開催。
  - 8月11日-13日 - ななしいんく×秋葉原エンタス『「ななし夏祭り2023」ないしょの夏祭り会』開催。
  - 8月26日 - 7月8日より活動休止状態にあったいなうるうに関して、「運営として活動をサポートすることが難しいと判断する行為が複数確認された」として本人と話し合いを重ねていることが公表[14]。
  - 9月23日 - 風見くくが同日開催の「風見くく生誕LIVE ─ENDING NOTE─」をもって、「一旦のエンディング」として活動休止[15]。
  - 10月21日 - 因幡はねるのリアルイベント「いもくり佐太郎presents.因の者オフ会 in TOKYO FM ホール ファンのみんなを#独占しタイム」が開催。
  - 11月9日 - 一部メンバーのビジュアル刷新が告知。
  - 11月13日 - 9月24日より活動休止していた風見くくが活動を再開し、新ビジュアルも併せて発表。
  - 11月26日 - 宗谷いちかファンミーティングイベント「しせ学園★どきどき修学旅行」が秋葉原にて開催。
  - 12月3日 - 龍ヶ崎リン主催の3D対バンライブ「Rene Ryugasaki presents.Killing me」が開催。
  - 12月8日 - 飛良ひかりの新ビジュアル発表。
  - 12月9日 - 日ノ隈らんの新ビジュアル発表。
  - 12月16日 - 杏戸ゆげの新ビジュアル発表。
  - 12月20日 - 虎城アンナの2024年2月2日をもっての卒業および活動休止中だったいなうるうについて更なる問題行為が複数発覚したことによる契約解除を併せて発表[16][17]。
  - 12月26日 - 湖南みあの新ビジュアル発表。

- 2024年
  - 1月23日 - 柚原いづみの新ビジュアル発表。
  - 1月28日 - 涼海ネモの自身初となるオンライン3Dワンマンライブ「VoyageЯ」開催。
  - 2月2日 - 虎城アンナ卒業。
  - 2月12日-26日 - ななしいんくとサンリオキャラクターズの初めてのコラボレーション実施[18]。
  - 2月21日 - 家入ポポ誕生日記念3Dイベント『家入ポポ生誕3Dライブ〜アイドル3本勝負〜』開催。
  - 3月1日-31日 - 因幡はねるとポムポムプリンのコラボカフェ開催。
  - 3月17日 - 堰代ミコ生誕記念イベント「徒桜」開催。
  - 3月18日 - 獅子王クリスが5月31日をもっての卒業を発表[19]。また運営に転身していた大浦るかこの3月末での卒業が発表[20]。
  - 3月24日 - 柚原いづみファンミーティングイベント『いづみ祭り』開催。
  - 3月28日 - 龍ヶ崎リンの新ビジュアル発表。
  - 3月31日 - 大浦るかこ卒業。
  - 4月1日 - 因幡はねるの新ビジュアル発表。
  - 4月5日 - 月野木ちろるが活動を再開。
  - 5月17日 - 紫水キキが6月30日をもっての卒業を発表[21]。
  - 5月25日 - 紫水キキの新ビジュアル発表。
  - 5月26日 - 獅子王クリス卒業。
  - 6月14日 - 涼海ネモの新ビジュアル発表。
  - 6月30日 - 紫水キキ卒業。
  - 7月2日 - 湖南みあが8月末日をもっての卒業を発表[22]。
  - 7月21日 - タレントオーディション2024の開催が告知[23]。
  - 8月18日 - .LIVEとの初のツーマンライブ開催が告知[24]
  - 8月28日 - 湖南みあの卒業撤回が発表[25]。
  - 10月6日 - 風見くくの新3D体をお披露目。
  - 10月7日 - 日ノ隈らんが10月28日をもって卒業及び独立を発表[26]。
  - 10月28日 - 日ノ隈らんが卒業し、ななしいんくから独立。
  - 10月29日 - 橙里セイの新ビジュアル発表。
  - 11月2日 - 宗谷いちかの3rdソロライブ『Ichika Souya 3rdQ「とことはの魔法」』開催[27]。
  - 11月3日 - 花奏かのんが結婚および出産していたことを公表[28]。
  - 12月26日 - 家入ポポの新ビジュアル発表。

- 2025年
  - 1月25日 - 柚原いづみの新3D体をお披露目。
  - 3月19日 - 橙里セイが4月2日をもっての卒業を発表[29]。
  - 3月30日 - 瑚白ユリの新ビジュアル発表。
  - 4月2日 - 橙里セイ卒業。
  - 4月18日 - 3名の新人メンバーのデビューが告知される[30]。
  - 4月19日 - 龍ヶ崎リンの新3D体をお披露目。
  - 4月25日 - 狼森メイが5月11日をもっての卒業を発表[31]。
  - 4月27日 - 天絆ささは、幽音しの、羽流鷲りりりの3名がデビュー。
  - 4月30日 - ななしいんく全体ライブ「NANASHI FES 2025"JACKPOT"」が8月22日に開催されることが告知され[32]、同時に全体楽曲「Starring Together」の7月30日のリリースが発表[33]。
  - 5月11日 - 狼森メイ卒業。
  - 6月9日 - 因幡はねるの新3D体をお披露目。
  - 7月21日 - 瀬島るいの新ビジュアル発表。
  - 8月1日 - タレントオーディション2025の開催を発表[34]。
  - 8月2日 - 杏戸ゆげの新3D体を自身のネットPPVライブでお披露目。

## 所属タレント
- 所属タレント数は26名[35]（2025年8月1日現在）

| 名前                                       | 誕生日   | 身長 （cm） | イメージカラー             | デビュー日     | 登録者数 （万人） | 備考 |
| ------------------------------------------ | -------- | ----------- | -------------------------- | -------------- | ----------------- | --- |
| 花奏かのん （かなで かのん）               | 11月11日 | 156         | ミントグリーン #95D0C0     | 2018年5月13日  | 7.27              | 元個人勢。2019年9月29日ブイアパ(当時)加入。 |
| 因幡はねる （いなば はねる）               | 3月3日   | 156         | イエロー #F3C640           | 2018年6月9日   | 38.3              | |
| 宗谷いちか （そうや いちか）               | 11月1日  | 159         | ライトブルー #59C3E1       | 2018年6月9日   | 11.7              | |
| 島村シャルロット （しまむら しゃるろっと） | 6月25日  | 159         | ブルー #004098             | 2018年7月14日  | 8.86              | |
| 西園寺メアリ （さいおんじ めあり）         | 11月22日 | 159         | パープル #7E318E           | 2018年7月14日  | 27                | |
| 堰代ミコ （せきしろ みこ）                 | 3月5日   | 155         | グリーン #47885E           | 2018年7月14日  | 10.9              | |
| 杏戸ゆげ （あんど ゆげ）                   | 9月3日   | 129.5       | グレイッシュブルー #B7CDDA | 2019年2月16日  | 19.3              | |
| 季咲あんこ （きさき あんこ）               | 4月15日  | 148         | ベビーピンク #F3A8B4       | 2019年10月26日 | 4.56              | |
| 風見くく （かざみ くく）                   | 9月9日   | 148         | オレンジ #f08437           | 2020年2月22日  | 12.7              | |
| 柚原いづみ （ゆのはら いずみ）             | 1月23日  | 159         | ブラウン #A16945           | 2020年2月22日  | 11.8              | |
| 龍ヶ崎リン （りゅうがさき りん）           | 6月1日   | 156         | レッド #C8161D             | 2020年3月28日  | 23.7              | |
| 瀬島るい （せしま るい）                   | 4月20日  | 157.5       | ボルドー #9D3636           | 2020年10月10日 | 5.3               | |
| 飛良ひかり （ひら ひかり）                 | 1月5日   | 147         | コーラルピンク #EA998F     | 2020年10月10日 | 6.41              | |
| 湖南みあ （こなん みあ）                   | 8月7日   | 153         | クリームイエロー #FFE893   | 2021年2月7日   | 4.78              | |
| 月野木ちろる （つきのき ちろる）           | 12月6日  | 148         | アイスグリーン #75C5B5     | 2021年2月7日   | 5.12              | 元個人勢。「月野木チロル」名義で2019年4月19日より活動開始。2021年1月31日より「月野木ちろる」に改名し、あにまーれ(当時)に加入。2022年3月18日より活動休止中だったが、2024年4月5日に約2年ぶりとなる配信を行い活動再開した。 |
| 茜音カンナ （あかね かんな）               | 5月13日  | 150         | レッド #D92731             | 2021年10月24日 | 4.7               | |
| 涼海ネモ （すずみ ねも）                   | 1月28日  | 151         | ブルー #0068B7             | 2021年10月24日 | 12.3              | |
| 家入ポポ （いえいり ぽぽ）                 | 2月18日  | 157         | イエロー #FFF100           | 2021年10月24日 | 3.63              | |
| 瑚白ユリ （こはく ゆり）                   | 4月7日   | 155         | ホワイト #EAEFF9           | 2021年10月24日 | 2.45              | |
| 蛇宵ティア （へびよい てぃあ）             | 10月1日  | 161         | ブルーウィステリア #6879ba | 2022年12月17日 | 5.11              | |
| 天羽衣 （あまうい）                        | 9月15日  | 148         | ベビーブルー #bbdcf4       | 2023年4月18日  | 4.33              | |
| 日向ましゅ （ひなた ましゅ）               | 12月14日 | 150         | サンイエロー #f3dd6d       | 2023年4月18日  | 2.17              | |
| 天絆ささは （あまつな ささは）             | 10月27日 | 143         | シールドグリーン #d9edbd   | 2025年4月27日  | 3.25              | 元個人勢。同名義で2023年5月27日より活動開始。 |
| 幽音しの （かすかね しの）                 | 9月20日  | 152         | ゴーストブルー #98d6f2     | 2025年4月27日  | 1.63              | |
| 羽流鷲りりり （うるわし りりり）           | 2月2日   | 160         | ライトパープル #996699     | 2025年4月27日  | 1.54              | |

## かつて存在したグループ・タレント
2023年3月21日までにななしいんくへ移籍したタレントはいずれも「有閑喫茶あにまーれ」「ハニーストラップ」「シュガーリリック」「緋翼のクロスピース」「ブイアパ」といった774 inc.が運営する複数のグループで活動していた。
2023年1月7日にブイアパが解散、2023年3月21日に774 inc.の全所属グループ・タレントを「ななしいんく」に統合。統合後も引き続き774 inc.が運営とサポートを継続する。
- 有閑喫茶あにまーれ（2018年6月8日[40] - 2023年3月20日[1]）
- ハニーストラップ（2018年7月11日[41] - 2023年3月20日[1]）
- ブイアパ（2019年2月4日 - 2023年1月7日[39]）
- シュガーリリック（2020年3月18日[42] - 2023年3月20日[1]）
- 緋翼のクロスピース（2021年10月24日[43] - 2023年3月20日[1]）

### 卒業タレント
統合前の卒業タレントについては有閑喫茶あにまーれ#元メンバー、ハニーストラップ#メンバー、774inc.#過去の卒業タレントを参照。
| 名前                             | 誕生日   | 身長（cm） | イメージカラー               | 在籍期間                       | 備考 |
| -------------------------------- | -------- | ---------- | ---------------------------- | ------------------------------ | --- |
| 周防パトラ （すおう ぱとら）     | 8月10日  | 156        | ピンク #D8346E               | 2018年7月14日 - 2023年5月9日   | 独立後、個人勢として活動                                                                                         |
| 不磨わっと （ふまわっと）        | 10月10日 | 149        | グレイッシュパープル #9C8DA9 | 2020年5月20日 - 2023年4月25日  | 卒業 |
| いなうるう （いな うるう）       | 10月17日 | 148        | ライラック #dab4d4           | 2023年4月18日 - 2023年12月20日 | 複数の問題行為により契約解除                                                                                     |
| 虎城アンナ （こじょう あんな）   | 2月2日   | 154        | ラベンダー #9070AE           | 2020年3月28日 - 2024年2月2日   | 卒業 |
| 大浦るかこ （おおうら るかこ）   | 9月26日  | 159        | インディゴ #2C637A           | 2021年2月7日 - 2024年3月31日   | 2023年5月29日でタレント活動を無期限活動休止して運営スタッフに転向していたが、体調の都合により2024年3月末日で退社 |
| 獅子王クリス （ししおう くりす） | 5月5日   | 150        | ターコイズグリーン #2EB6AA   | 2020年3月28日 - 2024年5月26日  | 卒業 |
| 紫水キキ （しすい きき）         | 6月21日  | 148        | バイオレット #724598         | 2021年10月24日 - 2024年6月30日 | 卒業 |
| 日ノ隈らん （ひのくま らん）     | 11月18日 | 139        | ライトグリーン #8FC31F       | 2018年6月9日 - 2024年10月28日  | 独立後、個人勢として活動                                                                                         |
| 橙里セイ （とうり せい）         | 8月8日   | 158        | オレンジ #F0831E             | 2021年10月24日 - 2025年4月2日  | 卒業 |
| 狼森メイ （おいのもり めい）     | 7月26日  | 143        | チェリーピンク #e67696       | 2022年12月17日 - 2025年5月11日 | 卒業 |